# 6 janvier 1981
Le mardi 6 janvier 1981 est le 6e jour de l'année 1981.

## Naissances
- Asante Samuel, joueur de football américain
- Blanca Zumárraga, mannequin mexicaine
- Cécile Ravanel, coureuse cycliste française de cross-country
- David Reyes, compositeur belge
- Gökhan Kılıç, haltérophile turc
- Im Kyu-tae, joueur de tennis sud-coréen
- Jérémie Renier, acteur belge
- Marco Osella, coureur cycliste italien
- Markus Bollmann, footballeur allemand
- Nathan Connolly, guitariste solo et choriste du groupe de rock indépendant Snow Patrol
- Rinko Kikuchi, actrice japonaise
- Robert Gier, footballeur philippin

## Décès
- A. J. Cronin (né le 19 juillet 1896), écrivain britannique
- Antonio Suárez (né le 20 mai 1932), coureur cycliste espagnol
- Eugène-Marcel Mougin (né le 28 juin 1895), peintre post-impressionniste français
- Guennadi Gor (né le 28 janvier 1907), écrivain russe
- Henri Roser (né le 11 février 1899), pasteur et pacifiste français

## Événements
- Sortie de la chanson Walking on Thin Ice